# 綾小路有美
綾小路 有美（あやのこうじ ありよし、享保7年〈1722年〉8月28日 - 寛政5年〈1793年〉9月15日）は、江戸時代中期の公卿。

## 官歴
- 享保20年（1735年）：従五位上、侍従
- 享保21年（1736年）：正五位下
- 元文3年（1738年）：右少将
- 元文4年（1739年）：従四位下
- 寛保2年（1742年）：従四位上
- 寛保3年（1743年）：上野権介
- 延享2年（1745年）：正四位下
- 延享3年（1746年）：肥後権介
- 延享4年（1747年）：左中将
- 寛延元年（1748年）：従三位
- 寛延3年（1750年）：右兵衛督
- 宝暦3年（1753年）：正三位、踏歌節会外弁
- 宝暦4年（1754年）：参議
- 宝暦5年（1755年）：安芸権守
- 宝暦10年（1760年）：権中納言
- 宝暦13年（1763年）：正二位、按察使
- 寛政元年（1789年）：権大納言

## 人物
寛延元年（1748年）に父の有宗から御神楽、秘曲を譲り受ける。踏歌節会外弁の任にあったころ、竹内式部に入門し、垂加神道を学ぶが、宝暦8年（1758年）に至り、天皇中心の朝廷挽回思想が江戸幕府を刺激し、連座して剃髪した。

## 系譜
- 父：綾小路俊宗
- 母：久世通夏の娘
- 子：綾小路俊資